# Midnights
Midnights este al zecelea album al cântăreței americane Taylor Swift, care s-a lansat pe 21 octombrie 2022. A fost primul album complet nou al artistei de la evermore (2020). Swift a anunțat albumul la Premiile MTV Video Music 2022, pe 28 august, fiind valabil pentru pre-comandă următoarea zi. Albumul a fost descris de artistă ca un abum-concept, „o călătorie prin terori și vise dulci”, piesele fiind scrise în nopțile albe din viața artistei.
Coperta albumului încorporează lista pieselor. Aceasta a fost anunțată de Taylor printr-o serie de episoade, numite Midnights Mayhem With Me (Haos Midnights Cu Mine), pe TikTok. Colaboratorul artistei de mult timp, Jack Antonoff, este producător albumului. A patra piesă, Snow On The Beach, este o colaborare cu Lana Del Rey.

## Crearea și lansarea albumului
„Aceasta este o colecție de muzică scrisă în miezul nopții, o călătorie prin terori și vise dulci. Podelele pe care pășim și demonii cu care ne confruntăm. Pentru noi toți care ne-am agitat și ne-am răsucit și am decis să ținem felinarele aprinse și să căutăm - în speranța că, poate, când ceasul va suna douăsprezece... ne vom întâlni pe noi înșine.”—Taylor Swift introducând albumul pe rețelele de socializare
După lupta pentru drepturile înregistrărilor primelor șase albume ale artistei, Swift a anunțat planul de a le re-înregistra, lansându-le pe primele două — Fearless (Taylor's Version) și Red (Taylor's Version) — în 2021. Cel din urmă a dat naștere scurtmetrajului „All Too Well: The Short Film”, care a câștigat trei Premii MTV Video Music (2022).
În timpul discursului pentru premiului Video-ul Anului (cel mai important premiu al ceremoniei), artista a anunțat că noul ei album va fi lansat pe 21 octombrie și că va oferi mai multe detalii la miezul nopții. Pe website-ul artistei a apărut un ceas și fraza „Meet me at midnight / Întâlnește-mă la miezul nopții”. Așadar, la miezul nopții Taylor a anuțat numele albumlui — „Midnights” — și a postat coperta acestuia, o descriere a albumului si conceptul acestuia, iar albumul a fost făcut valabil pentru pre-comandă. În septembrie, timp de o săptămână au fost vândute trei ediții limitate ale vinyl-urilor și CD-urilor albumului, toate cu coperte și culori diferite. În plus, Target va vinde o ediție exclusivă a albumului, cu 3 piese bonus.

### Coperta albumului
Coperta standard a albumului este minimalistă. Preia inspirație de la coperte de modă veche, specificie aniilor '60, având lista pieselor pe coperta din față. Poza cu artista o înfățișează cu fard albastru, rimel negru, și buzele ei caracteristice roși, observând flacăra unei brichete. Titlul albumului și lista pieselor sunt într-un font albastru.

## Impact
Billboard a numit anunțul neașteptat al artistei la Premiile Video Music un moment „de prima pagină”. Bruce Gillmer, producătorul ceremoniei de premii a explicat cum anunțul și prezența lui Swift au ridicat audiența enorm. Site-ul oficial al artistei a picat pentru câteva minute din cauza traficului online prea mare după postarea de pe social media despre album. Coperta albumului a devenit rapid un trend, fiind imitată și parodiată de utilizatorii rețelelor sociale, inclusiv conturi oficiale ale diverselor branduri, organizațiilor și celebrităților.
Postarea care anunță albumul a devenit postarea cu cele mai multe like-uri pe Instagram a artistei, și a acumulat peste 1 milion de like-uri pe Twitter, un număr foarte rar pentru rețeaua de socializare. În plus, numele artistei a intrat în topul trendurilor de pe Twitter cu peste 2 milioane de postări.